# Suctobelbella setosoclavata
Suctobelbella setosoclavata är en kvalsterart som först beskrevs av Hammer 1952.  Suctobelbella setosoclavata ingår i släktet Suctobelbella och familjen Suctobelbidae. Inga underarter finns listade i Catalogue of Life.